# Stephan Loboué
Stephan Loboué (Pforzheim, 23 de agosto de 1981) é um futebolista profissional alemão-marfinense que atua como goleiro.

## Carreira
Stephan Loboué representou o elenco da Seleção Marfinense de Futebol no Campeonato Africano das Nações de 2008.

## Títulos
Costa do Marfim
- Campeonato Africano das Nações: 2008 - 4º Lugar